# Destrukt

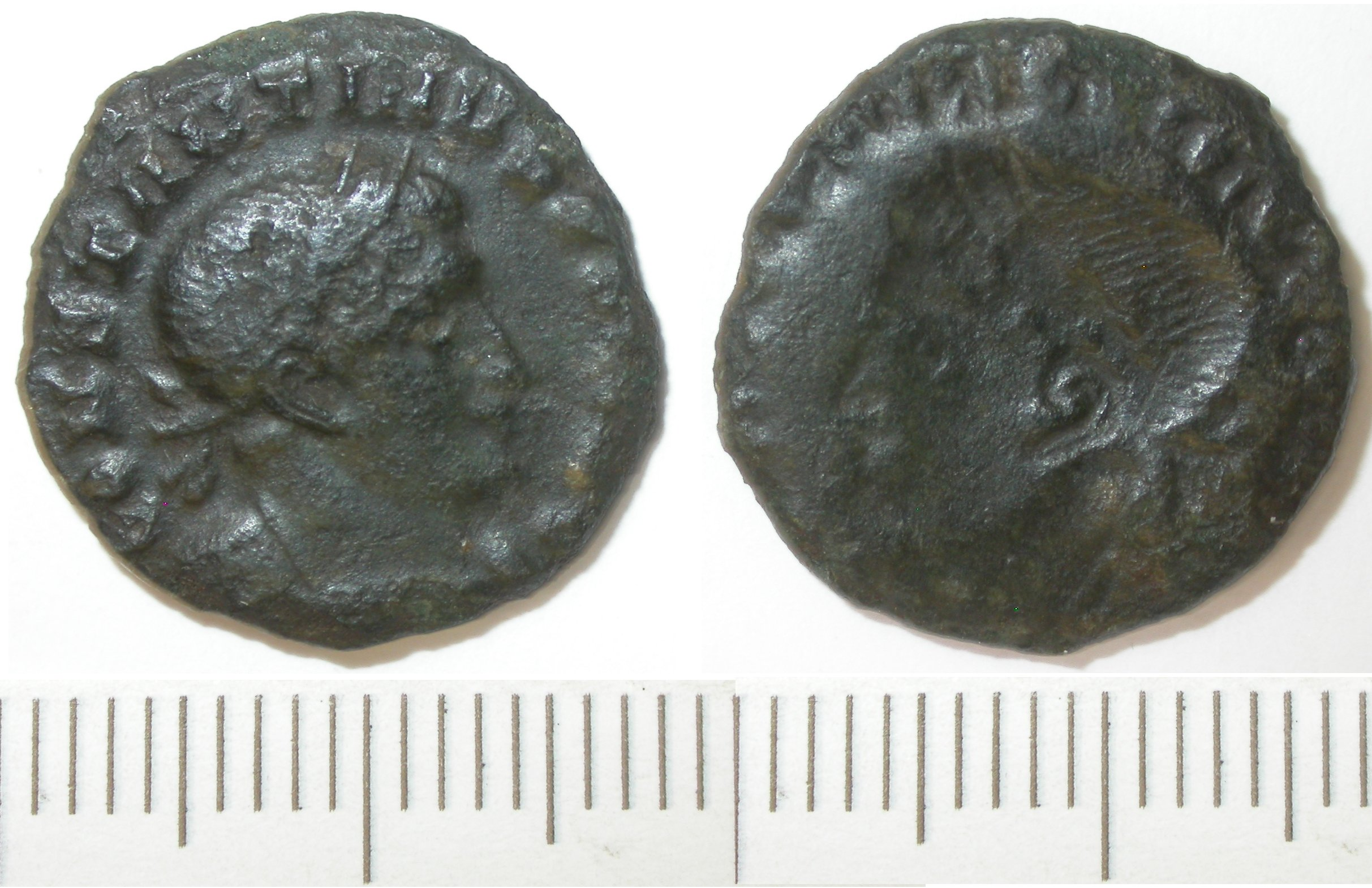
Destrukt numizmatyczny, brak właściwego rewersu, zamiast niego awers odbity negatywowo

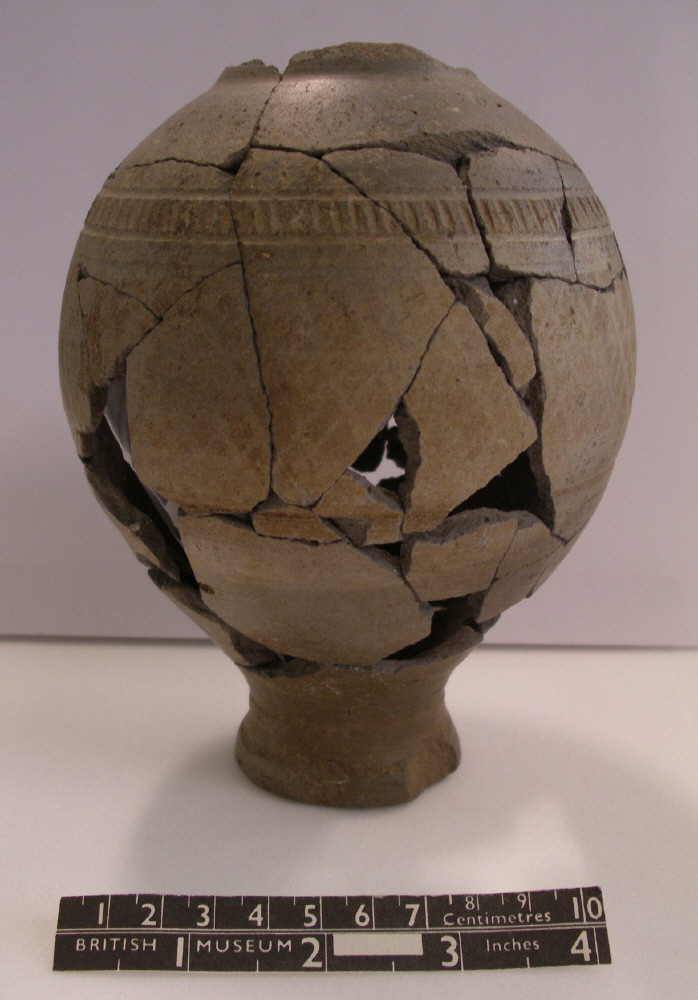
Zniszczone naczynie wykorzystane do przechowywania monet rzymskich

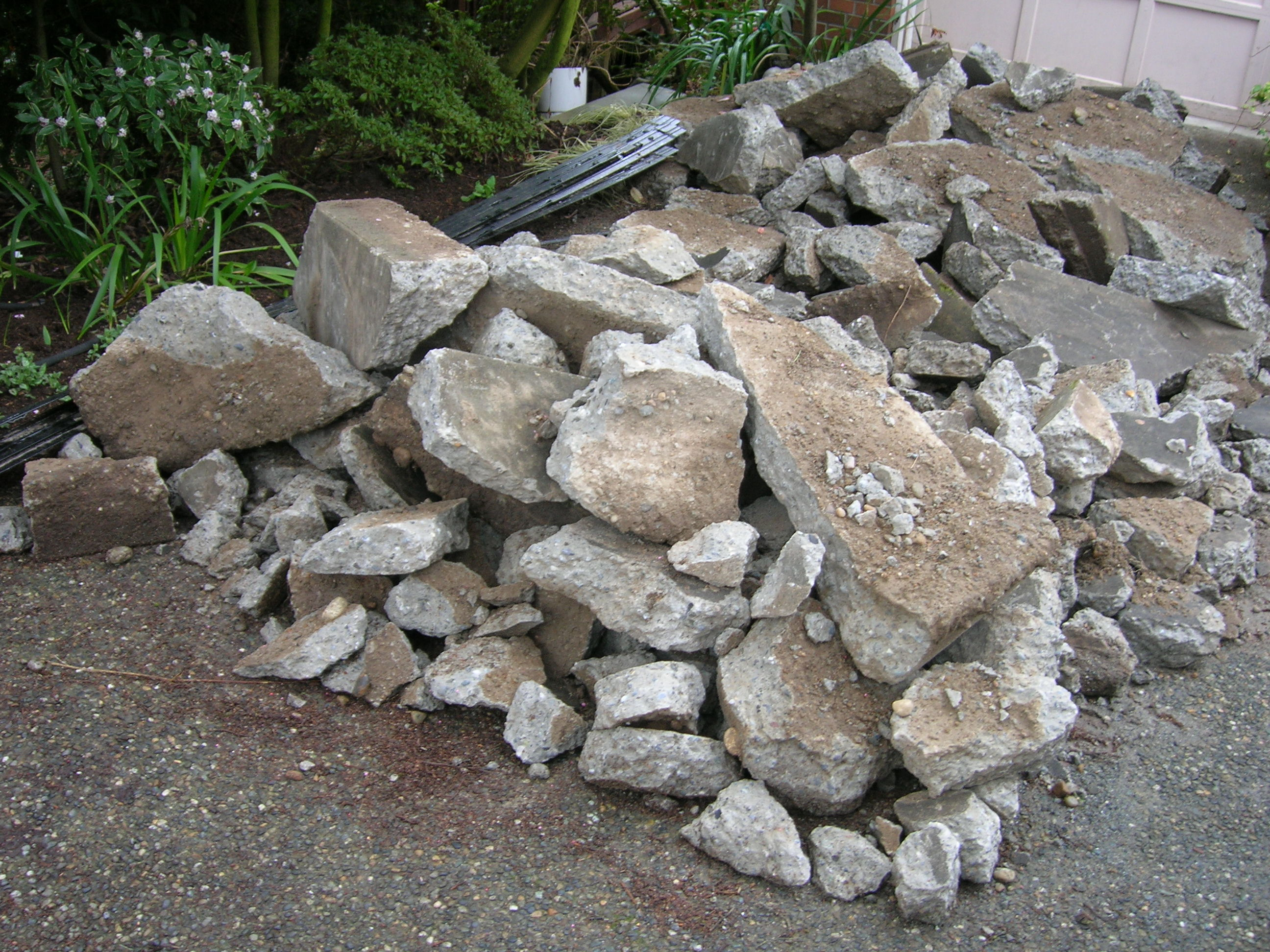
Destrukt betonowy

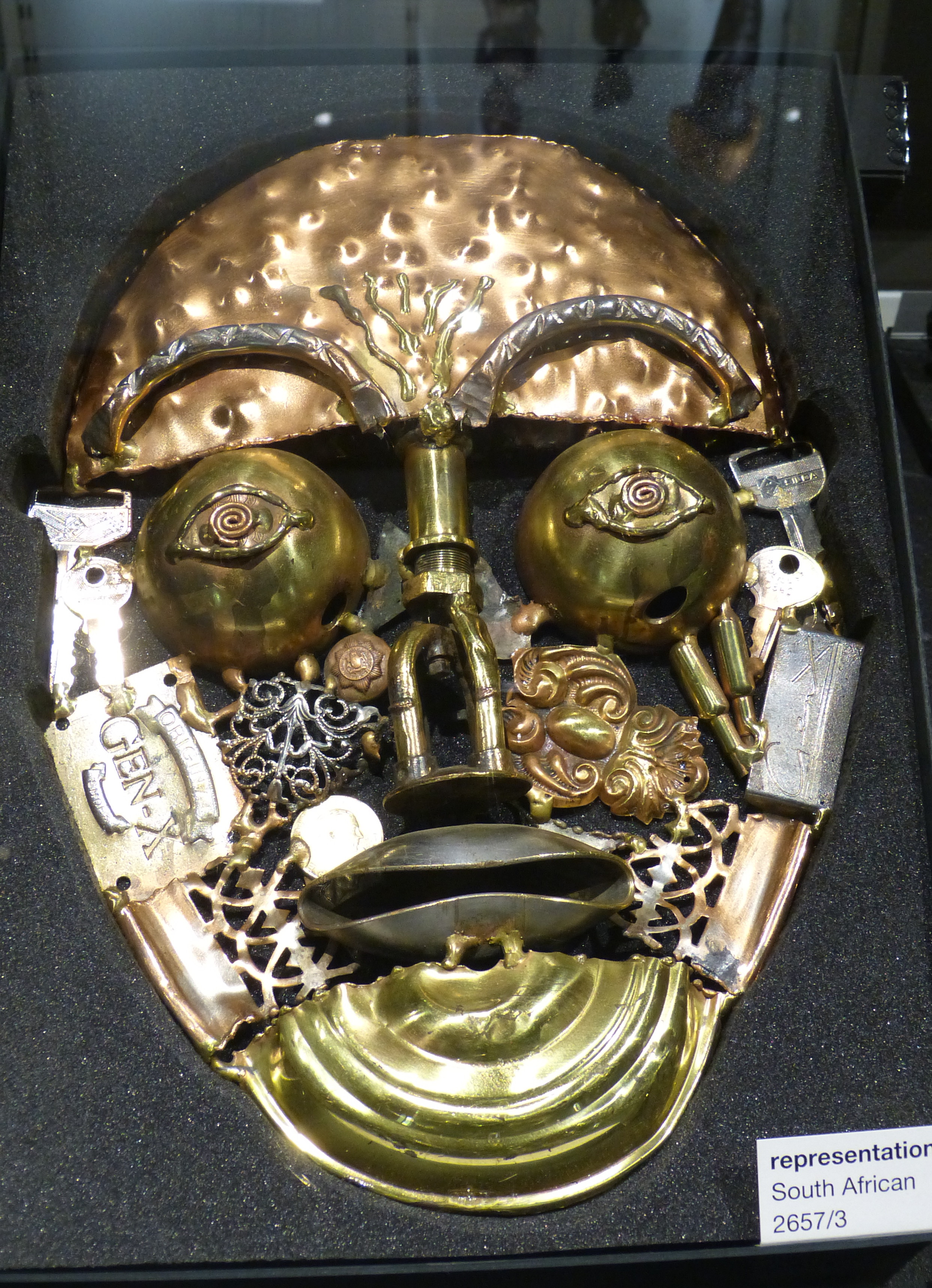
Rzeźba wykonana ze złomu metalowego, UBC Museum of Anthropology, Vancouver

Destrukt (z łac. destruetus ‘zniszczony’ ) – termin odnoszący się do zniszczonych, uszkodzonych przedmiotów, są to np.:
- w bibliotekarstwie: książki lub czasopisma nienadające się do włączenia do zbiorów[1]
- w drukarstwie: arkusze zniszczone w procesie druku[1]
- w bankowości i numizmatyce: zniszczone pieniądze papierowe[2][1] ; monety z wadami powstałymi na etapie bicia, czyli tzw. destrukty mennicze[3], np. obrócenie rewersu względem awersu, negatywowe odbicie jednej ze stron, niepełny wizerunek spowodowany przesunięciem krążka metalu[4]
- w budownictwie: materiał o charakterze odpadu, nadający się jednak do ponownego wykorzystania, np. destrukt asfaltowy[5], betonowy[6]
- w militarystyce: uszkodzona broń, amunicja, wydobywana z akwenów lub gruntu[7]
- w archeologii, muzealnictwie i naukach pokrewnych: zniszczone artefakty, np. naczynia[8], uszkodzona rzeźba (np. korpus bez oryginalnych rąk)[9]

Destrukty np. broni (zwane również deko) bywają przedmiotem kolekcjonerstwa, co rodzi niejasne sytuacje prawne.
Destrukty numizmatyczne poprzez swą unikatowość również stanową przedmiot zainteresowania kolekcjonerów.
Zniszczone przedmioty mogą stanowić tworzywo artystycznych dzieł rzeźbiarskich, np. prace Wima Delvoye’a ze zużytych opon.